# Feng Kai
Pour les articles homonymes, voir Feng.
Dans ce nom chinois, le nom de famille, Feng, précède le nom personnel.
Feng Kai (en chinois : 冯凯), né le 28 août 1978 à Changchun dans la province du Jilin, est un patineur de vitesse sur piste courte chinois.
Il a décroché à deux reprises la médaille de bronze olympique dans l'épreuve du relais sur 5000m lors des Jeux de 1998 à Nagano et ceux de Salt Lake City en 2002.

## Palmarès

### Jeux olympiques
- Médaillé de bronze olympique en relais sur 5 000 m aux Jeux olympiques d'hiver de 1998 à Nagano ( Japon)
- Médaillé de bronze olympique en relais sur 5 000 m aux Jeux olympiques d'hiver de 2002 à Salt Lake City ( États-Unis)